# Liste des distinctions d'Amy Adams
Cet article traite des récompenses et nominations reçues par l'actrice américaine Amy Adams.

## AACTA International Awards
| Année | Film            | Catégorie         | Résultat   | Ref.  |
| ----- | --------------- | ----------------- | ---------- | ----- |
| 2013  | American Bluff  | Meilleure actrice | Nomination | [ 2 ] |
| 2016  | Premier contact | Meilleure actrice | Nomination | [ 3 ] |

## Oscars du cinéma
| Année | Film           | Catégorie                                         | Résultat   | Ref.  |
| ----- | -------------- | ------------------------------------------------- | ---------- | ----- |
| 2005  | Junebug        | Oscar de la meilleure actrice dans un second rôle | Nomination | [ 4 ] |
| 2008  | Doute          | Oscar de la meilleure actrice dans un second rôle | Nomination | [ 5 ] |
| 2010  | Fighter        | Oscar de la meilleure actrice dans un second rôle | Nomination | [ 6 ] |
| 2012  | The Master     | Oscar de la meilleure actrice dans un second rôle | Nomination | [ 7 ] |
| 2013  | American Bluff | Meilleure actrice                                 | Nomination | [ 8 ] |
| 2019  | Vice           | Oscar de la meilleure actrice dans un second rôle | Nomination |       |

## British Academy Film Awards
| Année | Film            | Catégorie                             | Résultat   | Ref.   |
| ----- | --------------- | ------------------------------------- | ---------- | ------ |
| 2008  | Doute           | Meilleure actrice dans un second rôle | Nomination | [ 9 ]  |
| 2010  | Fighter         | Meilleure actrice dans un second rôle | Nomination | [ 10 ] |
| 2012  | The Master      | Meilleure actrice dans un second rôle | Nomination | [ 11 ] |
| 2013  | American Bluff  | Meilleure actrice                     | Nomination | [ 12 ] |
| 2014  | Big Eyes        | Meilleure actrice                     | Nomination | [ 13 ] |
| 2016  | Premier contact | Meilleure actrice                     | Nomination | [ 14 ] |

## Critics' Choice Movie Awards
| Année | Film              | Catégorie                             | Résultat   | Ref.   |
| ----- | ----------------- | ------------------------------------- | ---------- | ------ |
| 2005  | Junebug           | Meilleure actrice dans un second rôle | Lauréat    | [ 15 ] |
| 2007  | Il était une fois | Meilleure actrice                     | Nomination | [ 16 ] |
| 2008  | Doute             | Meilleure distribution d'ensemble     | Nomination | [ 17 ] |
| 2010  | Fighter           | Meilleure actrice dans un second rôle | Nomination | [ 18 ] |
| 2010  | Fighter           | Meilleure distribution d'ensemble     | Lauréat    | [ 18 ] |
| 2012  | The Master        | Meilleure actrice dans un second rôle | Nomination | [ 19 ] |
| 2013  | American Bluff    | Meilleure actrice dans une comédie    | Lauréat    | [ 20 ] |
| 2013  | American Bluff    | Meilleure distribution d'ensemble     | Lauréat    | [ 20 ] |
| 2016  | Premier contact   | Meilleure actrice                     | Nomination | [ 21 ] |

## Empire Awards
| Année | Film            | Catégorie         | Résultat   | Ref.   |
| ----- | --------------- | ----------------- | ---------- | ------ |
| 2013  | American Bluff  | Meilleure actrice | Nomination | [ 22 ] |
| 2016  | Premier contact | Meilleure actrice | Nomination | [ 23 ] |

## Golden Globe Awards
| Année | Film              | Catégorie                                             | Résultat   | Ref.   |
| ----- | ----------------- | ----------------------------------------------------- | ---------- | ------ |
| 2007  | Il était une fois | Meilleure actrice dans un film musical ou une comédie | Nomination | [ 24 ] |
| 2008  | Doute             | Meilleure actrice dans un second rôle                 | Nomination | [ 25 ] |
| 2010  | Fighter           | Meilleure actrice dans un second rôle                 | Nomination | [ 26 ] |
| 2012  | The Master        | Meilleure actrice dans un second rôle                 | Nomination | [ 27 ] |
| 2013  | American Bluff    | Meilleure actrice dans un film musical ou une comédie | Lauréat    | [ 28 ] |
| 2014  | Big Eyes          | Meilleure actrice dans un film musical ou une comédie | Lauréat    | [ 29 ] |
| 2016  | Premier Contact   | Meilleure actrice dans un film dramatique             | Nomination | [ 30 ] |
| 2019  | Sharp Objects     | Meilleure actrice dans une mini-série ou un téléfilm  | Nomination | [ 31 ] |

## Gotham Awards
| Année | Film et artiste | Catégorie                | Résultat | Ref.   |
| ----- | --------------- | ------------------------ | -------- | ------ |
| 2005  | Junebug         | Breakthrough Performance | Lauréat  | [ 32 ] |
| 2016  | Amy Adams       | Tribute Award            | Lauréat  | [ 33 ] |

## Hollywood Film Festival
| Année | Film       | Catégorie                             | Résultat | Ref.   |
| ----- | ---------- | ------------------------------------- | -------- | ------ |
| 2012  | The Master | Meilleure actrice dans un second rôle | Lauréat  | [ 34 ] |

## Irish Film & Television Awards
| Année | Film           | Catégorie                                    | Résultat   | Ref.   |
| ----- | -------------- | -------------------------------------------- | ---------- | ------ |
| 2014  | American Bluff | Meilleure actrice dans un film international | Nomination | [ 35 ] |

## MTV Movie Awards
| Année | Film              | Catégorie                      | Résultat   | Ref.   |
| ----- | ----------------- | ------------------------------ | ---------- | ------ |
| 2007  | Il était une fois | Meilleure performance comique  | Nomination | [ 36 ] |
| 2007  | Il était une fois | Meilleure performance féminine | Nomination | [ 36 ] |
| 2007  | Il était une fois | Meilleur baiser                | Nomination | [ 36 ] |
| 2010  | Fighter           | Meilleure bagarre              | Nomination | [ 37 ] |
| 2013  | American Bluff    | Meilleure performance féminine | Nomination | [ 38 ] |
| 2013  | American Bluff    | Meilleur duo à l'écran         | Nomination | [ 38 ] |
| 2013  | American Bluff    | Meilleur baiser                | Nomination | [ 38 ] |

## Nickelodeon Kids' Choice Awards
| Année | Film                                     | Catégorie                      | Résultat   | Ref.   |
| ----- | ---------------------------------------- | ------------------------------ | ---------- | ------ |
| 2011  | Les Muppets, le retour                   | Meilleure actrice dans un film | Nomination | [ 39 ] |
| 2017  | Batman v Superman : L'Aube de la justice | Meilleure actrice dans un film | Nomination | [ 40 ] |

## Palm Springs International Film Festival
| Année | Film            | Catégorie        | Résultat | Ref.   |
| ----- | --------------- | ---------------- | -------- | ------ |
| 2008  | Doute           | Spotlight Award  | Lauréat  | [ 41 ] |
| 2016  | Premier Contact | Chairman's Award | Lauréat  | [ 41 ] |

## People's Choice Awards
| Année | Film                                     | Catégorie                                 | Résultat   | Ref.   |
| ----- | ---------------------------------------- | ----------------------------------------- | ---------- | ------ |
| 2014  | Man of Steel                             | Meilleure actrice dans un film dramatique | Nomination | [ 42 ] |
| 2016  | Batman v Superman : L'Aube de la justice | Meilleure actrice dans un film dramatique | Nomination | [ 43 ] |
| 2017  | 43e cérémonie des People's Choice Awards | Actrice dramatique préférée               | Nomination |        |

## Satellite Awards
| Année | Film              | Catégorie                                             | Résultat   | Ref.   |
| ----- | ----------------- | ----------------------------------------------------- | ---------- | ------ |
| 2005  | Junebug           | Meilleure actrice dans un second rôle                 | Nomination | [ 44 ] |
| 2007  | Il était une fois | Meilleure actrice dans un film musical ou une comédie | Nomination | [ 45 ] |
| 2010  | Fighter           | Meilleure actrice dans un second rôle                 | Nomination | [ 46 ] |
| 2012  | The Master        | Meilleure actrice dans un second rôle                 | Nomination | [ 47 ] |
| 2013  | American Bluff    | Meilleure actrice                                     | Nomination | [ 48 ] |
| 2016  | Nocturnal Animals | Meilleure actrice                                     | Nomination | [ 49 ] |

## Saturn Awards
| Année | Film              | Catégorie         | Résultat   | Ref.   |
| ----- | ----------------- | ----------------- | ---------- | ------ |
| 2007  | Il était une fois | Meilleure actrice | Lauréat    | [ 50 ] |
| 2017  | Premier contact   | Meilleure actrice | Nomination | [ 51 ] |

## Screen Actors Guild Awards
| Année | Film               | Catégorie                             | Résultat   | Ref.   |
| ----- | ------------------ | ------------------------------------- | ---------- | ------ |
| 2005  | Junebug            | Meilleure actrice dans un second rôle | Nomination | [ 52 ] |
| 2008  | Doute              | Meilleure actrice dans un second rôle | Nomination | [ 53 ] |
| 2008  | Doute              | Meilleure distribution d'ensemble     | Nomination | [ 53 ] |
| 2010  | Fighter            | Meilleure actrice dans un second rôle | Nomination | [ 54 ] |
| 2010  | Fighter            | Meilleure distribution d'ensemble     | Nomination | [ 54 ] |
| 2013  | American Bluff     | Meilleure distribution d'ensemble     | Lauréat    | [ 55 ] |
| 2016  | Premier Contact    | Meilleure actrice                     | Nomination | [ 56 ] |
| 2021  | Une Ode Américaine | Meilleure actrice                     | Nomination | [ 57 ] |

## Sundance Film Festival
| Année | Film    | Catégorie            | Résultat | Ref.   |
| ----- | ------- | -------------------- | -------- | ------ |
| 2005  | Junebug | Prix Spécial du jury | Lauréat  | [ 58 ] |

## Teen Choice Awards
| Année | Film                                     | Catégorie                                                        | Résultat   | Ref.   |
| ----- | ---------------------------------------- | ---------------------------------------------------------------- | ---------- | ------ |
| 2007  | Il était une fois                        | Meilleure actrice dans une comédie                               | Nomination | [ 59 ] |
| 2009  | La Nuit au musée 2                       | Meilleure actrice dans une comédie                               | Nomination | [ 60 ] |
| 2013  | Man of Steel                             | Choice Movie: Liplock                                            | Nomination | [ 61 ] |
| 2013  | Man of Steel                             | Meilleure star féminine d'un film de l'été                       | Nomination | [ 61 ] |
| 2016  | Batman v Superman : L'Aube de la justice | Meilleure actrice dans un film de science-fiction ou fantastique | Nomination | [ 62 ] |
| 2016  | Batman v Superman : L'Aube de la justice | Choice Movie: Liplock                                            | Nomination | [ 63 ] |